# Pseudoconium pallescens
Pseudoconium pallescens är en svampart som först beskrevs av Bäumler, och fick sitt nu gällande namn av Franz Petrak 1969. Pseudoconium pallescens ingår i släktet Pseudoconium, divisionen sporsäcksvampar och riket svampar.   Inga underarter finns listade i Catalogue of Life.